# Brotteaux (metrostation)
Brotteaux is een metrostation aan lijn B van de metro van Lyon, in het 6e arrondissement van de Franse stad Lyon, nabij het voormalige spoorwegstation Brotteaux.
Station Brotteaux wordt geopend op 2 mei 1978, als lijn B in dienst treedt. Lijn B is dan nog slechts een afsplitsing van lijn A, die vanaf metrostation Charpennes de verbinding moet verzorgen met de spoorwegstations Brotteaux en Part-Dieu (de laatste door middel van metrostation Gare Part-Dieu). Het spoorwegstation Brotteaux is dan nog in bedrijf, maar wordt in juni 1983 gesloten. Dit in combinatie met de nabijheid van metrostations Masséna en Charpennes maakt van metrostation Brotteaux tegenwoordig een van de stations met de laagste reizigersaantallen. Het oude stationsgebouw huisvest tegenwoordig een van de brasseriën van Paul Bocuse, een aantal cafés en een nachtclub. De wijk Brotteaux is verder voornamelijk een woonwijk.
Metrostation Brotteaux is wat dieper gelegen, tussen het station en het straatniveau bevindt zich een extra verdieping waar de kaartverkoop is.